# Château de Faucigny
Pour les articles homonymes, voir Faucigny.
Le château de Faucigny est un ancien château fort, du XIe siècle, dont les ruines se dressent sur la commune de Faucigny dans le département de la Haute-Savoie, en région Auvergne-Rhône-Alpes. Berceau des sires de Faucigny, qui contrôlent la vallée de l'Arve, il devient le siège d'une châtellenie  à leur disparition du XIIIe siècle au XVIe siècle.

## Situation
Les vestiges du château de Faucigny sont situés dans le département français de la Haute-Savoie sur la commune de Faucigny, sur un rocher de calcaire dolomitique, à 706 mètres d'altitude, dominant de plus de 250 mètres la vallée de l'Arve et la commune de Contamine-sur-Arve.

## Historique
Un oppidum, cité vers 930[réf. nécessaire], aurait précédé le château.
Le château, berceau de la maison de Faucigny, devait certainement exister déjà à cette date, bien qu'il ne soit mentionné explicitement qu'en 1119,,. Le château est le « noyau » de leur pouvoir, selon l'expression de l'historien Nicolas Carrier.
Les seigneurs de Faucigny y restent jusqu'au début du XIIIe siècle. Vers 1200, Aymon II de Faucigny abandonne le château ancestral pour s'installer au château de Châtillon-sur-Cluses qui occupe une position plus centrale au sein de leurs possessions,.
Siège d'une châtellenie, en 1251, la fondation de Bonneville, avec un nouveau château, lui fait perdre de l'importance, bien qu'il reste le centre d'une seigneurie.
Il passe à la maison de Savoie en 1262. Agnès de Faucigny, par testament laisse le château à son mari Pierre de Savoie, qu'elle a épousé en février 1234. Dès lors, il sera occupé par une garnison placée sous les ordres d'un sénéchal pris dans la Maison de Faucigny-Lucinge. Lors du traité de paix entre le comte de Savoie et la Grande Dauphine Béatrice d'août 1308, les châteaux de Faucigny, de Bonne, de Monthoux, de Bonneville, du Châtelet-de-Credo, d'Alinge-le-Vieux et de Lullin, avec leurs mandements et juridictions, demeureront du fief du comte de Savoie. 
Au début du XIVe siècle, le château est donné à un châtelain. Parmi ces familles à avoir exercé la fonction, on trouve outre les Lucinge, les familles de La Fléchère, les Menthon et les Moyron.
Sous l'apanage des Genevois-Nemours, au XVIe siècle, il sert de prison, puis abandonné, il est en ruine au milieu du XVIe siècle. Les Barnabites l'achètent avec tout le mandement à Victor-Amédée II en 1699,. Il est complètement en ruines en 1738, « mais le gros œuvre restait encore tout entier » et durant l'occupation du duché de Savoie par les troupes révolutionnaires françaises, il sert de carrière de pierres pour la construction des maisons.
Sous la monarchie sarde, le terrain environnant ainsi que les ruines du château sont rachetés par un député du nom de Bastian. C'est à l'un de ses descendants que l'on doit l'érection au XVIIe siècle de la croix à l'extrémité du rocher.

## Description
Le château était composé de deux enceintes successives. La première ou enceinte basse entourait le plain-château. Fossoyée, elle ceinturait le bourg de Faucigny. Une porte fortifiée dressée entre deux tours carrées ; ces dernières transformées aujourd'hui en habitations, en défendait l'accès. Cette porte était précédée d'une herse, dont on peut encore voir la rainure, et d'un pont-levis.
La deuxième ou enceinte haute comprenait dressé au nord une tour maîtresse carrée romane, de 9,50 mètres de côté, à contreforts d'angle, qui a été rasée en 1891. De par sa petite taille, elle s'apparenterait aux Bergfrieden, abondamment répandus en terre d'Empire et en France méridionale. Ses pierres ont été réemployées dans le presbytère. Un logis lui était accolé et, à son extrémité, on trouvait une tour, dite « Tour de la Reine ». C'est là, semble-t-il,les parties les plus anciennes du château, construites en petit appareil et probablement datées du XIe siècle. Une description nous décrit ce logis comme comportant de vastes salles, cuisines bien éclairées, écuries et un magasin.

## Châtellenie de Faucigny
Lorsque la famille de Faucigny s'installe à Châtillon, le château de Faucigny est laissé entre les mains d'un sénéchal, puis d'un châtelain.

### Organisation
Le château de Faucigny est le lieu de résidence du sénéchal de Faucigny pour l'historien local, Lucien Guy. Il devient ensuite le centre d'une châtellenie, dit aussi mandement,, mise en place à partir du XIIIe siècle (peut être à la fin du siècle précédent). Le Faucigny serait organisée autour de neuf châtellenies à la fin du XIIe siècle dont Faucigny occupait le 5e rang dans l'ordre de préséance, selon l'ancien inventaire des titres du Faucigny (1431), cité notamment par le chanoine Jean-Louis Grillet,.
Durant la période delphinale, le Faucigny serait organisé (à partir de 1342-1343) autour de quinze châtellenies, dont Faucigny.
| Commune               | Nom                          | Type         |
| --------------------- | ---------------------------- | ------------ |
| Faucigny              | Château de Faucigny          | château      |
| Fillinges             | Château de Couvette          | château      |
| Fillinges             | Maison forte de Chillaz      | maison forte |
| Fillinges             | Maison forte de Fillinges    | maison forte |
| Fillinges             | Maison forte de Bouger       | maison forte |
| Saint-Jean-de-Tholome | Grand Château                | château      |
| Saint-Jeoire          | Château Cornu                | maison forte |
| Saint-Jeoire          | Château de Beauregard        | maison forte |
| Saint-Jeoire          | Château de Cormand           | château      |
| Saint-Jeoire          | Maison forte de la Ravoire   | maison forte |
| Saint-Jeoire          | Maison forte de Saint-Jeoire | maison forte |
| Saint-Jeoire          | Maison forte de Turchon      | maison forte |
| La Tour               | La Tour                      | autre        |

Au cours de la première partie du XIVe siècle, la baronnie du Faucigny est à nouveau réorganisée autour de 17 châtellenies.

### Sénéchaux, puis châtelains
La charge de sénéchal de Faucigny est « restée un privilège de la famille de Lucinge »,. Le sénéchal est un chevalier, dépendant du sire de Faucigny, qui tient sa charge en fief. Il occupe « le rang le plus élevé parmi les officiers » de l'hôtel des sires de Faucigny, « sorte de lieutenant du prince ou de général en chef », selon le chanoine Jean-Marie Lavorel (1846-1926). 
Dans le comté de Savoie, le châtelain est un « [officier], nommé pour une durée définie, révocable et amovible »,. Il est chargé de la gestion de la châtellenie ou mandement, il perçoit également les revenus fiscaux du domaine, et il s'occupe également de l'entretien du château. Le châtelain est parfois aidé par un receveur des comptes, qui rédige « au net [...] le rapport annuellement rendu par le châtelain ou son lieutenant ».

### Fonds d'archives
- Série : SA (XIIIe siècle-XVIe siècle). Fonds : Inventaire-Index des comptes de châtellenie et de subsides. Chambéry : Archives départementales de la Savoie (lire en ligne).p. 313-320, « Baronnie du Faucigny, Beaufort et Tarentaise » ; p. 327-338, « Château du Faucigny »
- Série : Comptes des châtellenies (1303-1552). Fonds : Comptes des châtellenies, des subsides, des revenus et des judicatures; Cote : SA 13209-13373. Chambéry : Archives départementales de la Savoie (présentation en ligne).